# 贵州毕节女教师被强奸案
贵州毕节女教师被强奸案，是指2011年5月17日贵州省毕节市发生的一起女教師被強姦案。
2011年5月17日中午，贵州省毕节市阿市中学26岁初中英语老师周琴（化名）被校长强令陪领导喝酒，酒醉后的她被毕节市阿市乡国土资源管理所所长王忠贵强奸。5月18日，周琴到派出所报案，却被派出所副教导员钟显聪告知，“戴套不算强奸”，问周琴是否愿意私了。后钟显聪因违反五条禁令被撤职。周琴将自己的遭遇发到天涯论坛，受到网友关注。7月13日，王忠贵因涉嫌强奸被批准逮捕。7月15日，毕节市公安局政委郭少全在接受采访说公安部的五条禁令是违法的，3天后因发表不当言论被免职。

## 案件经过
2011年5月17日，贵州省毕节市阿市中学举行法制宣传。中午法制宣传活动结束，学校安排领导和教师在乡政府食堂吃饭。领导和老师是分别在两个房间用餐。开饭前，校长代礼平点名要求在另一个房间的26岁的英语女教师周琴和其他老师给8位领导敬酒，周琴被要求给每人依次敬了一杯酒，除此之外，她还被要求多敬了其中几位领导几杯。不胜酒力的周琴喝醉了。
吃完午饭，阿市乡国土资源管理所所长王忠贵提出开车送周琴回家，周琴觉得和王忠贵第一次见面不太熟，自己住处又近，所以开始就拒绝了。但王忠贵执意要送，周琴想到自己喝醉了，如果路上碰到熟人和学生怕影响形象，就上了王忠贵的车。但王忠贵没有往周琴的住处驶去，而是开往相反的土管所，周琴喝醉了以为顺路，并且听到有人打电话让王忠贵盖章，周琴想即使王忠贵回土管所盖完章还是会送自己回去的。途中，周琴的两位同事也上了王的车。其中一位下午有课在学校就下车了。另一位和周琴一起乘车到土管所，在土管所坐了一会儿后也走了。过了一会儿，电话里盖章的人来了，盖章后也走了。办公室只剩王忠贵和周琴两个人，王忠贵将门关上，开始对坐在沙发上有点迷糊的周琴动手动脚。周琴意识到了危险，借口上厕所躲到卫生间并将卫生间的两道门都反锁。王忠贵在外面催促周琴快点出来，害怕的周琴在卫生间里敷衍着，始终没有开门，坐在地上吐酒并且用后背死死抵住门，想酒醒后再出去，但后来慢慢睡着。这时大概是下午3点多。
等周琴再醒来已是下午6点，周琴发现自己一丝不挂的躺在王忠贵床上，房间没有一个人，周琴被王忠贵强奸了。周琴听到楼下有人说话，下意识中周琴不希望别人知道，所以穿好衣服、整理好头发，从窗子偷偷往下看，趁没人悄悄走掉。周琴后来得知，王忠贵是在土管所一楼拿木梯从卫生间的窗子翻进来的，因为通往办公室的“第二道门”门锁是坏的，如果反锁很难从里面打开，必须从外面拿钥匙打开。当天情急之下的周琴将两道门都反锁了。所以当王忠贵从窗子上翻进卫生间时，想打开门时发现打不开，又从卫生间窗子出去，回到办公室，从外面打开那道门。。

## 报案之后
第二天，周琴迷迷糊糊地上了课，参加了同学母亲的葬礼，回到家后一言不发，发觉异样的母亲李心萍（化名）来到周琴房间，面对母亲的问询，周琴彻底崩溃，在母亲再三追问下，说出了自己被强奸。随后，二人决定报案。
周琴在母亲和男朋友的陪伴下到阿市乡派出所报案，给周琴的笔录是阿市派出所副教导员钟显聪。钟显聪也在前一天中午酒席上，周琴还给他敬了一杯酒。钟显聪告诉周琴“暴力特征不明显”，而且还有避孕套，在强奸罪方面，很难认定，钟显聪还劝周琴“这个事全都是你自己弄的。现在不要声张闹大，为了名誉着想，我会替你保密。”并且问周琴是否愿意接受调解。
当天晚上报案之后，李心萍在土管所坚守案发现场到凌晨三点，周琴的姨爹王友鑫（化名）随后来替她轮守。

## 争议
案件发生后，有几个比较大的争议，警方和受害人说法不一：
- 警方是否主动保护现场：据周琴讲，5月18日晚报案后，是周母和其姨夫轮流保护现场，警方派人出警保护现场，直至19日凌晨2、3点，周琴的姨夫还未见有警察来，就打110报警，一个多小时后，阿市乡派出所派钟显聪来现场，也只不过是看看就开车走了。

- 钟显聪是否饮酒：据《潇湘晨报》采访毕节市公安局政委郭少全，问到：“钟显聪中午出去饮酒的那天，是星期二，是否违背公安部的五条禁令？”　郭少全答道“为什么要出台这五条禁令呢？这五条禁令从严格上来说是违法的，它们并非经过人大常委会讨论通过。”　当记者追问钟显聪到底有没有喝酒，郭少全说，学校领导敬他的两杯酒，他喝后“均全部吐在地上”。不过，周琴的说法与郭少全有所不同：“我敬他的酒他完全喝下去了，并未见他将酒吐出，而且同桌还有其他领导给他敬酒，所以他至少喝了两杯以上”。

- 是否单独一人给周琴做笔录：李心萍说当时做笔录只有钟显聪一人，她想进去听听却被民警曾凡荣拦在外面。郭少全说是“副指导员钟显聪、民警曾凡荣两人迅速通知周某前往派出所进行询问”[4]。

## 处理

### 王忠贵
2011年5月20日毕节市公安局以涉嫌强奸罪对王忠贵（男、28岁、阿市乡国土资源管理所负责人）依法刑事拘留。5月27日提请毕节市人民检察院逮捕。6月3日，毕节市人民检察院认为事实不清、证据不足，不予批准逮捕。经公安机关进一步侦查补充证据后，于7月13日提请毕节市人民检察院逮捕，同日，市检察院已批准逮捕。

### 郭少全
7月18日，郭少全因发表不当言论，被中共毕节市委免去毕节市公安局政委职务。

### 钟显聪及其他人
7月15日，郭少全在接受《潇湘晨报》采访时表示，钟显聪因为“办案参杂了自己的语言，引起媒体炒作，引起不良影响，被毕节市公安局停止执行职务，并接受纪委调查”。
7月20日，给周琴做笔录的民警钟显聪因违反“五条禁令”，被撤销毕节市阿市派出所副教导员职务，留党察看。同时，毕节市公安局交警大队教导员张强及毕节市阿市派出所所长王腾，因与受害女教师周琴在工作时间一起喝酒，违反“五条禁令”，被撤销职务，留党察看。

## 影响
2011年11月11日，第九届全国广州性文化节将“戴避孕套不算强奸”评为2011年中国十大性闻事件之一  。

## 相关
- 贵州毕节流浪儿死亡事件
- 贵州习水嫖宿幼女案